# Erika Mannová
Erika Julia Hedwig Mannová (9. listopadu 1905 Mnichov – 27. srpna 1969 Curych) byla německá herečka, kabaretní umělkyně, spisovatelka, novinářka, aktivistka a editorka. V roce 1933 založila politický kabaret Die Pfeffermühle a pořádala přednášky proti nacismu. S tímto kabaretem navštívila v roce 1935 i Prahu. V této činnosti pokračovala i poté, co emigrovala do Spojených států. Kromě toho byla správkyní literárního odkazu svého otce Thomase a svého bratra Klause Mannových. Zanechala také rozsáhlé literární dílo: politické eseje, reportáže, cestopisy a knihy pro děti.

## Život

### Rodina
Erika Mannová byla prvorozenou dcerou spisovatele a pozdějšího držitele Nobelovy ceny za literaturu Thomase Manna a jeho ženy Katii, rozené Pringsheimové, dcery německého intelektuála židovského původu. Byla pojmenována po Erikovi, bratrovi Katii Mannové, který brzy zemřel, sestře Thomase Manna Julii a její prababičce Hedwice Dohmové. Stejně jako její matka byla pokřtěna jako evangelička.
Thomas Mann se v dopise bratru Heinrichovi Mannovi vyjádřil o narození prvního dítěte zklamaně: „Je to tedy holka; pro mě je to zklamání, jak mezi námi přiznávám, neboť jsem si přál syna a nepřestanu si ho přát. […] Syn je podle mě poetičtější, je mým pokračováním a novým začátkem za nových podmínek.“ 
V pozdějších deníkových záznamech však upřímně přiznává, že „z těch šesti dětí se zvláštní rozhodností upřednostňuje tři, dvě nejstarší [Eriku a Klause] a Elisabetku“.
K Erice měl zvláštní pocit důvěry, což se později projevilo tím, že měla bezprostřední vliv na důležitá rozhodnutí svého otce. O její výjimečné roli věděli i sourozenci, jak vzpomíná bratr Golo: „Polévku musí solit Eri.“ Tento výrok o dvanáctileté dívce z roku 1917 se později v rodině Mannových často používal.
Po Erice následoval bratr Klaus, se kterým byla během svého života úzce spjata – vystupovali „jako dvojčata“. Klaus Mann popisuje jejich sounáležitost slovy „naše solidarita byla absolutní a bezvýhradná“. Čtyři mladší sourozenci byli Golo, Monika, Elisabeth a Michael. Děti vyrůstaly v Mnichově. Její rodina z matčiny strany patřila k vlivným velkoměšťanům, otec pocházel z obchodnické rodiny Mannů z Lübecku. Již v roce 1901 úspěšně vydal román Buddenbrookovi: úpadek jedné rodiny (Buddenbrooks).

### Školní léta a první divadelní zkušenosti
Rodina Mannova se v roce 1914 nastěhovala do své známé vily v ulici Poschingerstraße 1 v Bogenhausenu. Rodina vilu nazývala Poschi. Mezi lety 1912 a 1914 navštěvovala Erika Mannová s bratrem Klausem soukromou školu Ebermayerschule, následně jeden rok základní školu v Bogenhausenu a mezi lety 1915 až 1920 absolvovala vyšší dívčí školu na náměstí St. Annaplatz. V květnu 1921 přešla na mnichovské Luisengymnasium. Společně s bratrem Klausem a spřátelenými dětmi sousedů, mezi které patřily také dcery Bruno Waltera, Gretel a Lotte, jakož i Ricki Hallgarten, syn z židovské intelektuální rodiny, založila v roce 1919 ambiciózní hereckou skupinu Laienbund Deutscher Mimiker. Ještě jako školačku na mnichovském gymnáziu ji Max Reinhardt poprvé angažoval na jevišti divadla Deutsches Theater v Berlíně. Z části zlomyslné žerty, které prováděla v takzvané partě „Herzogpark-Bande“ s Klausem a spřátelenými dětmi ze sousedství, přiměly rodiče k tomu, že ji a Klause nechali přeložit do internátu pro reformní pedagogiku Bergschule Hochwaldhausen v pohoří Vogelsberg v Horním Hesensku. Toto intermezzo trvalo od dubna do června 1922; následně se Erika Mannová vrátila zpět na Luisengymnasium. V roce 1924 složila se špatnými známkami maturitu a začala v Berlíně studovat herectví, které kvůli četným vystoupením, mimo jiné v Hamburku, Mnichově a Berlíně, opakovaně přerušovala.

### Herečka a spisovatelka
V roce 1925 představovala Erika Mannová v první veřejně uváděné divadelní hře bratra Klause, Anja und Esther, lesbický pár spolu s Pamelou Wedekindovou. Hra, kterou režíroval a spolupodílel se na ní Gustaf Gründgens, byla uvedena v divadle Hamburger Kammerspiele. Klaus Mann byl v té době s Pamelou Wedekindovou zasnoubený a Erika Mannová do ní byla zamilovaná nejenom v rámci role. Díky vystoupení takzvaných „básníkových dětí“ („Dichterkinder“) známého Thomase Manna dosáhla hra velkého úspěchu u publika. Kritici ji však obsahově a dramaturgicky ztrhali a zobrazení lásky osob stejného pohlaví hodnotili jako skandál.
24. června 1926 vstoupila do manželství s režisérem a hereckým kolegou Gustafem Gründgensem, které však bylo 9. ledna 1929 rozvedeno. V roce 1927 hrála ve hře Klause Manna Revue zu Vieren v divadle Leipziger Schauspielhaus, opět v režii Gustafa Gründgense a ve stejném obsazení jako ve hře Anja und Esther. Následně vyrazila s Klausem a Pamelou Wedekindovou na turné. Také Revue zu Vieren obdrželo špatné kritiky. Gründgens se proto stejně jako Pamela Wedekindová zdráhal vystupovat v dalších představeních této hry, resp. ji režírovat. Pamela Wedekindová zrušila v roce 1928 zasnoubení s Klausem Mannem a vzala si v dubnu 1930 Carla Sternheima, otce společné přítelkyně Eriky a Klause Mannových Dorothey Sternheim. Té se říkalo „Mopsa“ a navrhovala scénu a kostýmy pro hru Revue zu Vieren.
7. října 1927 vyrazili Erika a Klaus Mannovi z Rotterdamu na několikaměsíční cestu kolem světa. Byl to svým způsobem útěk, který trval do července roku 1928. Jejich cesta vedla přes USA, Japonsko, Koreu, Čínu a Sovětský svaz. Díky svým mezinárodním známostem a proslulosti otce se seznámili s mnoha prominenty americké kulturní scény, jako například s Emilem Janningsem, Gretou Garbo a Uptonem Sinclairem. Pod názvem The Literary Mann Twins se sourozenci prezentovali jako dvojčata, aby tím vzbudili ještě více pozornosti. Cílem jejich cesty byl Hollywood, ale jejich naděje, že tam budou objeveni jako budoucí filmová hvězda nebo autor scénářů, se nenaplnila. Svoje živobytí se snažili financovat pomocí přednášek, ale výnosy byly příliš nízké; po cestě měli vysoké dluhy, které srovnal Thomas Mann poté, co v roce 1929 obdržel Nobelovu cenu za literaturu.
Klaus Mann své sestře navrhl, aby také psala, což Erika nejprve odmítla. Ve své druhé autobiografii Der Wendepunkt (Bod obratu: zpráva o jednom životě) popsal názor Eriky: „V rodině už je dostatek spisovatelů, prohlašovala tvrdohlavě, a ona je prostě povoláním herečka.“ Ale „rodinné prokletí“ zasáhlo také ji a projevilo se v roce 1929 ve společné reportáži o cestě pod názvem Rundherum. Das Abenteuer einer Weltreise, která vyšla v nakladatelství S. Fischer Verlag. Po cestě se nevrátila ke svému manželovi Gustafu Gründgensovi. Stejně jako bratr Klaus nezvolila pevné bydliště, nýbrž bydlela v hotelích nebo našla přístřeší u rodičů. Svoje zkušenosti z cest zachytila také ve své první divadelní hře Hotels, která vznikla v roce 1929 a je považována za ztracenou.
V létě roku 1930 podnikli Erika a Klaus Mannovi cestu do severní Afriky. V marockém městě Fes se díky průvodci poprvé seznámili s „kouzelnou bylinkou hašišem“. Cesta se pro sourozence proměnila v horor, který Klaus Mann později detailně popsal ve své druhé autobiografii Der Wendepunkt.
Na začátku 30. let 20. století získala Erika Mannová po střídavých angažmá v různých divadlech – v roce 1929 hrála v Mnichově královnu Alžbětu v Schillerově hře Don Karlos – první malé role ve filmech Mädchen in Uniform jako slečna von Attems a Peter Voß, der Millionendieb. V roce 1931 vyhrála nadšená řidička společně s kamarádem z dětství Rickim Hallgartenem 10 000 kilometrů dlouhou rallye, která vedla po celé Evropě. Napsala komedii Plagiat, na které se podílel Klaus Mann, a společně s bratrem knihu Das Buch von der Riviera. Was nicht im Baedeker steht. V oblasti žurnalistiky debutovala Erika Mannová krátkými příspěvky a glosami pro berlínský časopis Tempo. V roce 1932 vyšla její první kniha pro děti, Stoffel fliegt übers Meer (Štofek letí přes moře), s ilustracemi Rickiho Hallgartena. Společně s Hallgartenem napsala vánoční hru Jan’s Wunderhündchen. Ein Kinderstück in sieben Bildern, která měla premiéru v Darmstadtu. Ricki Hallgarten již vydání knihy Stoffel fliegt übers Meer nezažil, neboť 5. května 1932 spáchal sebevraždu. Erika Mannová se ho od tohoto záměru snažila neúspěšně odradit.
Na živobytí si Erika Mannová vydělávala filmovými a divadelními rolemi a psaním knih bez ohledu na kritickou politickou situaci ve světě, jejíž příčinou byla světová hospodářská krize v roce 1929. Když někdy peníze nestačily, obdržela, stejně jako bratr Klaus, potřebnou finanční podporu od rodičů. Ale vzestup nacismu v Německu ukončil její bezstarostný, apolitický a dobrodružný život. Poprvé se politicky angažovala, když se k politické situaci vyjadřovala v četných novinových článcích. V lednu 1932 vystoupila jako recitátorka na schůzi pacifistických žen, kterou organizovala Constanze Hallgartenová, matka jejího přítele Rickiho. Pravicová uskupení však tuto schůzi narušovala. Kvůli svému vystoupení se stejně jako její rodina dostala pod palbu nacistického tisku. Hallgartenová a Mannová úspěšně podaly žalobu kvůli pomluvě ve dvou plátcích. Redaktoři byli odsouzeni k peněžitému trestu ve výši 1 500 říšských marek. Byl to však pouze počáteční úspěch, neboť konfrontace s nacisty měla znamenat konec její kariéry u divadla. V té době již byla závislá na alkoholu a drogách, což v následujících letech vedlo k nutnosti podstoupit pravidelné odvykací terapie a zotavovací pobyty.

### Kabaretiérka ve švýcarském exilu
Společně s Klausem a jeho přítelkyní a milenkou Therese Giehseovou, pianistou a skladatelem Magnusem Henningem a některými dalšími přáteli založila 1. ledna 1933 politicko-literární kabaret Die Pfeffermühle v divadle Bonbonniere v Mnichově. Kabaret debutoval texty Eriky a Klause Mannových a Waltera Mehringa, představení byla vyprodaná. Následující program měl premiéru 1. února 1933, představoval však finále v Německu, jelikož po požáru Říšského sněmu v Berlíně v únoru následovalo na začátku března nacistické převzetí moci v Bavorsku. V Mnichově nyní vládl nacista Franz von Epp jako bavorský říšský komisař.
Aby unikli zatčení, museli se členové souboru uchýlit do ilegality. Erika a Klaus Mannovi varovali písemně a telefonicky rodiče před návratem do Německa. Ti se v březnu 1933 nacházeli na zotavovacím pobytu v Arose. Klaus Mann odjel 13. března do Paříže, zatímco Erika rychle sesbírala rukopisy knihy Joseph und seine Brüder (Josef a bratří jeho) a odcestovala do Švýcarska. Tam předala Thomasi Mannovi manuskripty, které se jí podařilo zachránit z rodinného domu v Mnichově.
Za exil si rodina Mannova zvolila v červnu 1933 Sanary-sur-Mer ve Francii, v září se vrátili zpátky do Švýcarska a usadili se v Küsnachtu. Erika a Klaus Mannovi s Giehseovou 30. září znovu otevřeli kabaret Pfeffermühle v hotelu Hirschen v Curychu. Od listopadu do prosince roku 1933 následovalo úspěšné turné po pěti švýcarských městech. Druhé turné s novým programem proběhlo od května do června 1934. Třetí program z podzimu 1934 švýcarský tisk ztrhal a vyvolal nepokoje. Soubor proto zamířil do Československa, Belgie, Holandska a Lucemburska. Teprve na konci roku 1935 hostoval soubor kabaretu Die Pfeffermühle opět ve Švýcarsku.
Erika Mannová přičítala špatné novinové recenze třetího programu Renée Schwarzenbachové-Willeové, matce své přítelkyně Annemarie Schwarzenbachové a dceři generála Ulricha Willeho. Ta Eriku obviňovala ze špatného vlivu na Annemarie, a navíc sympatizovala s nacismem. Německé úřady mezitím klasifikovaly projekt jako protiněmecký (deutschfeindlich) a na Eriku Mannovou pohlížely jako na „duševní autorku“. Z tohoto důvodu jí bylo 11. června 1935 odebráno německé občanství. Na seznamu osob, kterým bylo ten den odebráno občanství, byli kromě Eriky Mannové mimo jiné také Bertolt Brecht a Walter Mehring. Situaci dokázala rychle napravit, neboť se 15. června 1935 podruhé vdala za homosexuálního anglického spisovatele W. H. Audena, kterého neznala a kterého jí zprostředkoval Christopher Isherwood, přítel Klause Manna. Tím získala britské občanství. Kabaret Die Pfeffermühle vystupoval do května 1936 ve Švýcarsku a zemích Beneluxu, celkem absolvoval 1 034 vystoupení. Politická angažovanost, která se projevovala v jejich kabaretních hrách, získala uznání: „Proti barbarství děláte desetkrát více než my všichni spisovatelé dohromady“, napsal Erice Mannové na jaře 1935 Joseph Roth.

### Americký exil

#### Přednáškové turné po USA jako přednášející
V září 1936 vycestovali Erika a Klaus Mannovi, Therese Giehseová, Magnus Henning, Lotte Goslarová a Sybille Schloßová do USA, aby našli nové místo ke hraní pro svůj kabaret. V Evropě totiž směli vystupovat pouze při dodržení přísných podmínek. Premiéra kabaretu Peppermill se konala 5. ledna 1937 v New Yorku.

Erika Mannová bydlela v hotelu Bedford na Manhattanu, ve kterém se stejně jako její bratr Klaus ubytovala ještě mnohokrát. Představení kabaretu Peppermill však ztroskotala na nízkém zájmu Američanů, kteří tuto formu umění neznali. Proto Erika pokračovala ve svém boji proti nacismu jiným způsobem, publikovala v novinách a podnikala přednášková turné, na kterých přednášela před různými skupinami a spolky. V březnu 1937 mluvila mimo jiné na hromadné akci Amerického židovského kongresu. Přednášky měly zpočátku velký úspěch a tuto činnost vykonávala až do roku 1948. Klaus Mann se ve své autobiografii Der Wendepunkt vyjadřuje k její přednáškové činnosti takto: „Profese přednášející – v jiných částech zeměkoule téměř neznámá – patří ke zvláštnostem amerického života. 
[…] Erika se stala jednou z nejžádanějších přednášejících na kontinentu, protože má co říci (‚She has a message!‘) a protože dokáže informace přenést přívětivým způsobem (‚She has personality‘).
Od roku 1937, kdy se oficiálně přistěhovala, žila občas s lékařem a spisovatelem Martinem Gumpertem, který si ji chtěl vzít a odradit ji od neklidného způsobu života a konzumace drog. Ona však trvala na svém způsobu života; na lásku vůči němu prý nemá žádné požadavky, a obráceně to prý chce také tak.
Po naléhavých apelech a výzvách své dcery se Thomas Mann otevřeně přihlásil k emigraci a exilové literatuře. Učinil tak 3. února 1936 v otevřeném dopise Eduardovi Korrodimu, který 26. ledna 1936 v novinách Neue Zürcher Zeitung polemizoval o emigrantské literatuře. Prezentoval tak veřejně svůj odklon od nacistického Německa. Tím zanikl konflikt o takovéto přiznání, který od roku 1933 doutnal mezi Thomasem Mannem a jeho nejstaršími dětmi. Erika například v srpnu 1933 v dopise Klausovi hořce konstatovala: „Při našem mládí máme velkou odpovědnost ve formě našeho nedospělého otce.“
V důsledku solidárního postoje byl také Thomas Mann zbaven německého občanství. Ještě před vypuknutím druhé světové války emigrovali manželé Mannovi v roce 1938 do USA, kde Thomas Mann hostoval jako profesor na univerzitě v Princetonu.
Kromě vlastních závazků Erika Mannová v USA ještě doprovázela svého otce na přednáškovém turné a poskytovala mu na základě svých dobrých jazykových znalostí cenné služby, když po přednáškách hledal při diskusích s posluchači přesné formulace a argumenty, které za něj formulovala. Erika redigovala a krátila jeho manuskripty a překládala je do angličtiny. Také zrušení domácnosti v Curychu bylo v jejích rukou.

#### Politicky motivované knižní projekty
Rovněž v roce 1938 procestovali Erika a Klaus Mannovi Španělsko, aby společně napsali reportáže o španělské občanské válce, které publikovali pod názvem Back from Spain. V září vyšla její první dokumentární reportáž School for Barbarians. Education under the Nazis, která se v Americe stala velmi úspěšnou, když se za tři měsíce prodalo 40 000 výtisků. Německé vydání Zehn Millionen Kinder. Die Erziehung der Jugend im Dritten Reich zveřejnil přítel a nakladatel Fritz H. Landshoff v témže roce ve svém exilovém nakladatelství Querido v Amsterodamu. Landshoff se o Eriku ucházel, ona však dávala přednost přátelskému vztahu, intenzivně se však snažila odradit ho od jeho drogové závislosti, ačkoliv sama drogy brala. Ve své roli „psychické pečovatelky“ se snažila zmírnit následky návalů deprese. V roce 1939 Landshoffovi dokonce navrhla manželství, které však k úlevě Eriky odmítl.
Společně s bratrem Klausem vydala Erika Mannová v roce 1939 knihu Escape to Life. Deutsche Kultur im Exil a v roce 1940 knihu The Other Germany. V témže roce vyšla v Londýně a New Yorku její druhá „politická učebnice“, jak nazývala svoje dokumentární reportáže, The Lights Go Down. Middletown – Nazi Version. Tématem ilustrované knihy byl „všední den pod hákovým křížem“.

#### Úkoly válečné reportérky
Od října do srpna 1940 a od června do září 1941 pracovala Erika Mannová jako dopisovatelka pro britskou BBC v Londýně na propagandistických pořadech, které se vysílaly do Německa. Během německých bombových útoků (Blitz) v září 1940 vysílala výzvy Němcům, vysvětlovala jim nesmyslnost této války a prorokovala, že ji Německo určitě prohraje. Bombardování se Eriky Mannové dotklo osobně, přišla při něm o rukopisy a psací stroj. Apelovala na Američany, aby vstoupili do války, jelikož podle ní Hitler ohrožoval také americký národ. V době mezi oběma pobyty v Londýně byla na přednáškovém turné po USA.
Od roku 1942 pracovala Erika Mannová pro americkou propagandistickou agenturu - Úřad válečných informací - v New Yorku; v témže roce vyšla v nakladatelství L. B. Fischer v New Yorku její kniha pro děti A Gang of Ten (německy Zehn jagen Mr. X). Téma této knihy mělo smutné pozadí: Loď City of Benares, která měla do Kanady dopravit sestru Moniku a jejího manžela Jenö Lányiho, potopila 18. září 1940 uprostřed severního Atlantiku německá ponorka. Sestru se těsně podařilo zachránit, švagr přišel o život; z 90 dětí na palubě jich katastrofu přežilo pouze 13. Knihou A Gang of Ten jim vystavěla pomník. Líčí v ní příběh deseti dětí různých národností, které dopadnou Hitlerova agenta pana X.
Mezi lety 1943 až 1945 byla Erika Mannová válečnou reportérkou pro různé noviny. Měla přitom status a plat na úrovni amerického důstojníka s hodností kapitána. Jako válečná korespondentka cestovala s 9. armádou amerických ozbrojených sil a pobývala mimo jiné v Egyptě, Belgii, Francii a Palestině. Taktéž v roce 1943 začala pracovat na své autobiografii pod názvem I Of All People, která se však zachovala pouze ve fragmentech. Díky své pozici válečné reportérky byla také u toho, když se 6. června 1944 západní spojenci vylodili v Normandii. Po kapitulaci Německa v květnu 1945 navštívila svůj původní domov a viděla zničená města. Po konfrontaci s pachateli a přívrženci napsala na základě vlastních zkušeností reportáž Alien Homeland, kterou však nedokončila. V ní s nesmiřitelnou tvrdostí odsuzuje sentimentální postoj mnohých krajanů, kteří se litovali a nehlásili se ke kolektivní odpovědnosti.
Během času stráveného v armádě se seznámila s Betty Knoxovou, která také pracovala jako válečná reportérka a se kterou prožila milostný románek. Zároveň však udržovala tajný a nešťastný milostný vztah s Brunem Walterem, jenž byl o třicet let starší a byl otcem jejích kamarádek z dětství Lotte a Gretel Walterových.
V roce 1945 napsala Erika Mannová pro londýnské noviny Evening Standard o prvním Norimberském procesu s válečnými zločinci a obstarala si přístup do vězení v Mondorf-les-Bains v Lucembursku, kde byli představitelé nacistického režimu uvězněni. Jak informovala v jednom dopise, ještě nikdy se žádné ženě nepodařilo vstoupit na toto místo. Mimo jiné viděla skutečného Hermanna Göringa, Alfreda Rosenberga a Julia Streichera. Protože s nimi nesměla mluvit, poslala za nimi později vyslýchajícího úředníka, který vězňům sdělil její identitu. Obzvláště Göringa to šokovalo a prohlásil, že pokud by případ Mann zpracovával on, řešil by věc jinak: „‚Němce formátu T. M. by se určitě povedlo přizpůsobit třetí říši‘. Toto vše a mnoho dalšího jsem telegrafovala do deníku London Evening Standard, který to publikoval na titulní straně.“ Celý rok cestovala Erika Mannová po Německu, svém „alien homelandu“, a psala reportáže o známých a neznámých Němcích. U Ilse Heßové, ženy Rudolfa Heße, vystupovala jako „Mildred“, zdánlivě nevinná zvědavá novinářka. Od roku 1946 musela Erika Mannová kvůli svému špatnému zdravotnímu stavu a dlouholeté konzumaci alkoholu a drog pravidelně přerušovat svoji práci, aby absolvovala ozdravné pobyty v různých sanatoriích a lázeňských klinikách.

#### Pobočnice Thomase Manna
Od května do srpna 1947 doprovázela Thomase Manna na jeho první cestě po Evropě po válce. Do Německa však tato cesta ještě nevedla. Po konci války začínala čím dál tím více pracovat pro Thomase Manna jako „sekretářka, životopiskyně, ochránkyně dědictví, dcera-pobočnice“, jak si poznamenal Thomas Mann ve svém deníku. Tato role zajisté přispěla k odcizení mezi ní a jejím bratrem: Neboť na rozdíl od Klause Manna, který trpěl tím, že byl synem světoznámého spisovatele, se sebevědomá Erika necítila utlačovaná otcovou slávou. Práce pro něj se jí líbila. Od roku 1948 žila u rodičů v Pacific Palisades.
Na konci roku 1948 zpochybnila během pódiové diskuse ve Stocktonu v Kalifornii demokratické schopnosti Němců. Západoněmecký tisk reagoval pobouřeně, především mnichovské noviny Echo der Woche jí nadávaly do „komunistické agentky“ a označily ji i bratra Klause za „Stalinovu 5. kolonu“. Erika se snažila vynutit si právo na odpověď a podat žaloby za pomluvu. Po roce a půl však musela svoji snahu s hořkostí vzdát. Na společné cestě po Evropě v roce 1949, která Thomase Manna poprvé po konci války zavedla také do Německa, se energicky zdráhala vstoupit na německou půdu. Thomas Mann, který se považoval za zprostředkovatele mezi Východem a Západem v době studené války, proto převzal Goethovu cenu měst Frankfurtu a Výmaru bez Eriky.

#### Sebevražda Klause Manna
Sebevražda bratra Klause 21. května 1949 v Cannes Eriku Mannovou hluboce zasáhla, jelikož se dlouhou dobu snažila mu v ní zabránit. Ztráta milovaného bratra představovala v jejím životě významný mezník. Přátelství s Pamelou Wedekindovou se sice po její svatbě s Carlem Sternheimem rozpadlo, ale po mnoha letech mlčení napsala Erika Mannová 16. června Pamele Wedekindové dopis, ve kterém vyjádřila svůj smutek: 
„Leží pochován v Cannes – právě se odtamtud vracím. Ze Stockholmu jsem kvůli rodičům nemohla na pohřeb přijet, nebo právě kvůli naší matce, a tak jsem vyrazila teprve teď. […] Ještě nevím, jak mám žít, vím pouze, že musím; a vůbec si nedokážu představit, že bez něj.“
V roce 1950 vydala v nakladatelství Querido knihu vzpomínek Klaus Mann zum Gedächtnis s předmluvou otce a s příspěvky přátel jako Hermann Kesten a Upton Sinclair. Přeložila bratrův poslední esej Die Heimsuchung des europäischen Geistes a zařadila ho do knihy; její překlad a zásluha na vydání však na úvodní straně zmíněny nejsou.

#### Důsledky mccarthismu
Eriku Mannovou a jejího bratra Klause sledovala stejně jako téměř všechny německé exulanty od června 1940 FBI, které sama nabídla svoji spolupráci na „odhalení fašistických špiónů a sabotérů“ poté, co oni a Thomas Mann obdrželi pronacistické dopisy a anonymní výhrůžky. Erika Mannová zřejmě osobně kontaktovala ministra spravedlnosti, generála Francise Briddla. Ve svazku, který obsahoval téměř 200 stran, byla Erika Mannová označována za „sexuálně perverzní“ a „aktivní agentku kominterny“. Erika Mannová se o sledování dozvěděla teprve v roce 1948 a snažila se zbavit obvinění. Během studené války za dob mccarthismu se však ve Spojených státech vyostřilo politické klima, což se dotklo celé rodiny Mannovy. Jestliže Erika Mannová absolvovala v roce 1946 svoje nejúspěšnější přednáškové turné s 92 vystoupeními, dostala v následujícím roce nabídku již pouze na 20 termínů; mezi lety 1949 a 1950 její agent slíbená vystoupení zrušil: Erika Mannová byla považována za nebezpečnou a neamerickou.

V prosinci 1950 stáhla Erika Mannová svoji žádost o americké občanství, kterou podala v roce 1947 a která stále ještě nebyla schválena, prostřednictvím stížnosti k příslušnému úřadu:
„Nacismus mě vyhnal z mého rodného Německa, kde jsem byla vcelku úspěšná; Hitlerův rostoucí vliv v Evropě mě přiměl k tomu, abych opustila kontinent; […] a teď se – bez vlastního zavinění – vidím zruinovaná v zemi, kterou miluji. Doufala jsem, že se stanu její občankou.“

### Návrat do Švýcarska

#### Filmové a knižní projekty
Erika Mannová s rodiči v roce 1952 opustila USA. Za nový domov si stejně jako v roce 1933 zvolili Švýcarsko, jelikož návrat do Německa kvůli nerozumnému postoji převážné části krajanů ohledně zpracování nacismu nepřipadal v úvahu. Protože se Bruno Walter v roce 1948 opětovně oženil, skončil tím jejich románek. Erika Mannová se již nechtěla vázat a rozhodla se tedy, že bude bydlet u rodičů. Rodina Mannova bydlela až do roku 1954 v Erlenbachu u Curychu. Erika se opět věnovala psaní knih pro děti. V roce 1952 tak vyšlo nové vydání dětské knihy Unser Zauberonkel Muck (původní název Muck, der Zauberonkel, 1934); v roce 1953 následovaly knihy Christoph fliegt nach Amerika, nové vydání Stoffel fliegt übers Meer a první epizody ze čtyřdílné série Zugvögel (do roku 1956). Navíc se značnou měrou podílela na scénářích ke zfilmování románů Thomase Manna Königliche Hoheit (Královská výsost, 1953), později Bekenntnisse des Hochstaplers Felix Krull (Zpověď hochštaplera Felixe Krulla, 1957) a Buddenbrooks (Buddenbrookovi, 1959). Nejvíce jí záleželo na tom, aby filmové vyobrazení bylo věrné literární předloze; jiné názory netolerovala. Měla vliv také na obsazení filmových rolí. V prvních dvou filmech se objevila ve vedlejších rolích: Ve filmu Königliche Hoheit hrála vrchní sestru Amalii a ve filmu Kurta Hoffmanna Felix Krull guvernantku.
V roce 1954 se Erika Mannová s rodiči přestěhovala do Kilchbergu u Curyšského jezera, do vily v ulici Alte Landstrasse 39. Byla to „poslední adresa“ Thomase Manna (a také její). Ve stejnojmenném článku později popisovala místa, kde rodina Mannova žila. Na rozdíl od roku 1949 doprovázela svého otce v roce 1955 na jeho poslední cestě do Německa, mimo jiné do Stuttgartu, Výmaru v NDR, kde u příležitosti 150. výročí úmrtí Friedricha Schillera měl přednášku Versuch über Schiller, a do Lübecku, kde mu bylo propůjčeno čestné občanství.

#### Práce na pozůstalosti Klause a Thomase Mannových
V pozdních letech se věnovala zpracování pozůstalosti svého otce Thomase Manna, který zemřel 12. srpna 1955, několik měsíců po svých 80. narozeninách. V roce 1956 zveřejnila knihu Das letzte Jahr. Bericht über meinen Vater, ve které informovala o posledním roce života Thomase Manna se všemi oceněními a událostmi. Zároveň vyšla vzpomínková kniha její sestry Moniky Mannové pod názvem Vergangenes und Gegenwärtiges, která o otci pojednávala spíše skeptickým tónem. To vedlo k napětí mezi sourozenci, protože Erika neuznávala její schopnost psát objektivně o událostech z rodinné historie. Tisk ocenil obě knihy, obě byly přijaty pozitivně, přičemž Gustav Hillard favorizoval Moničiny vzpomínky s poznámkou, že „Moničina kniha má svůj vlastní odstín, který má svůj půvab, ale zároveň je také nebezpečný“. Mimo jiné proto, že ukazuje realistický obraz Thomase Manna.
Mezi lety 1961 až 1965 vydala Erika Mannová třísvazkové vydání vybraných dopisů Thomase Manna. Měla na starosti také díla bratra Klause. Nakladatel Berthold Spangenberg a vydavatel Martin Gregor-Dellin od roku 1963 nově publikovali dílo Klause Manna formou jednotlivých vydání v nakladatelství Nymphenburger Verlagshandlung. Čtenáři měli bratra Klause znovu objevit jako významného spisovatele, který nezískal uznání jen kvůli restaurativnímu postoji v poválečném Německu. Až do své smrti se zabývala právnickými spory ohledně opětovného vydání jeho díla Mephisto (Mefisto: román jedné kariéry).
Na jaře roku 1958 si na schodech domu v Kilchbergu přivodila komplikovanou zlomeninu levého nártu a v září roku 1960 utrpěla zlomeninu krčku; důsledkem bylo omezení hybnosti kvůli postupující atrofii. Její zdravotní stav se neustále zhoršoval.
Byla by bývala ráda napsala knihu o kabaretu Pfeffermühle. „Ale nenechají mě“, napsala 13. září 1963 jednomu příteli. „Jsem bledým stínem pozůstalosti a nemůžu dělat nic jiného než vydávat svazky dopisů, antologie a podobná díla svých milých mrtvých.“

#### Poslední roky
Kvůli mnoha soudním procesům a agresivním sporům v pozdních letech ztratila mnoho sympatií. „Z Amazonky se stala Erínye“, napsal literární kritik Marcel Reich-Ranicki ve své knize Thomas Mann und die Seinen. Vztah s matkou a sourozenci byl stále napjatější. Katia Mannová si v dopise z 5. srpna 1961 stěžovala svému dvojčeti Klausi Pringsheimovi: 
„Co mi kazí moje staré dny […], je více než nepřátelský vztah veškerých mých dětí k dobré tlusté nejstarší […]. Na jedné straně je [Erika] nesmírně citlivá a nedůvěřivá, sama na mě přehnaným způsobem visí, což se mi vůbec nezamlouvá, protože na ni neustále musím brát ohledy.“

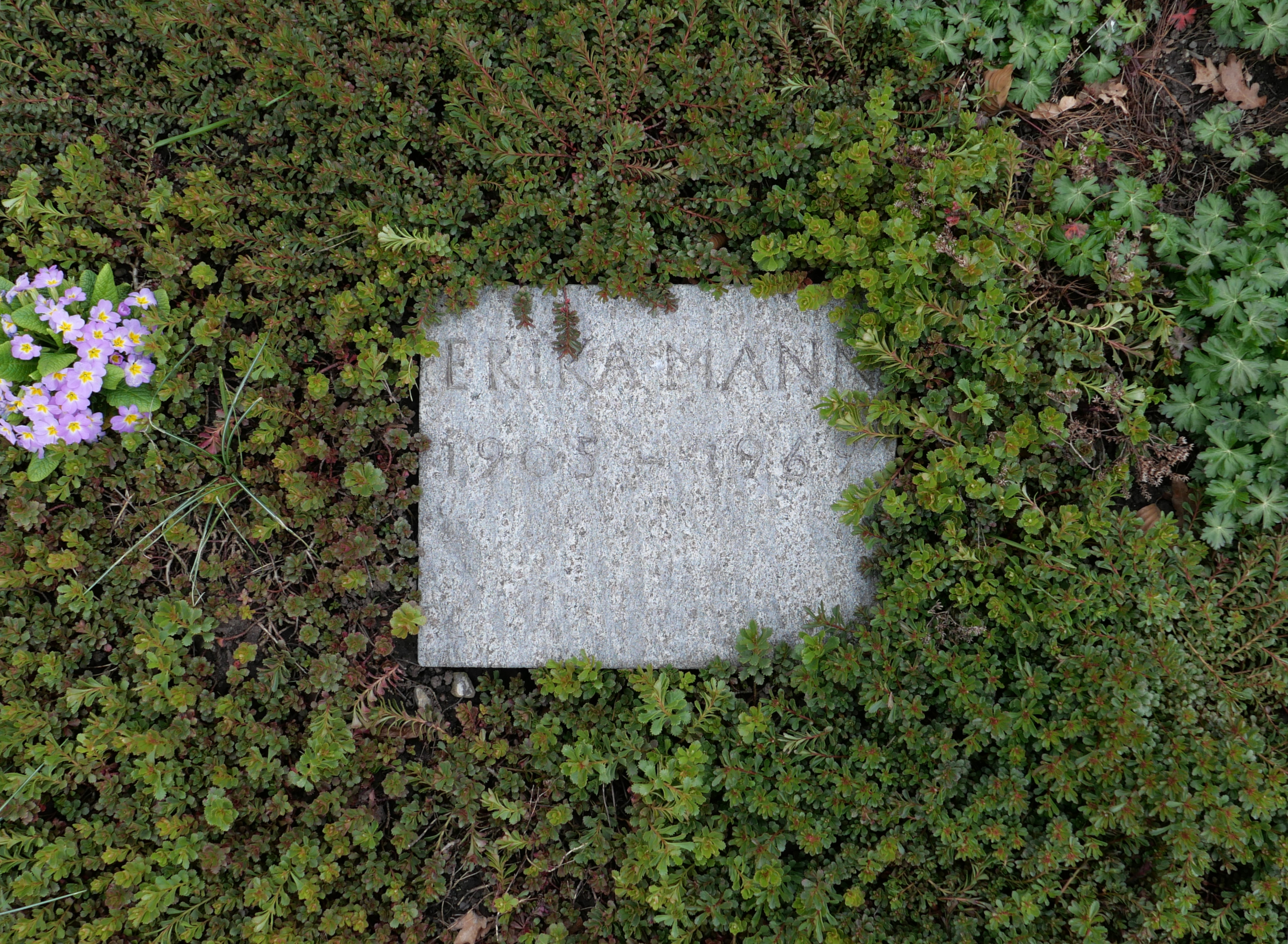
Hrob Eriky Mannové v rodinném hrobě na hřbitově v Kilchbergu.

V lednu 1968 poskytla spisovateli a esejistovi Fritzi J. Raddatzovi televizní interview, které vysílala stanice WDR. Na otázku, proč od roku 1952 nepokračovala v objasnění pomocí ostrého pera, ačkoliv je svou integritou a formulační schopností předurčena k tomu, aby se vyjadřovala ke světové politice a studentským nepokojům, odpověděla upřímně: „Jsem velmi zapálené dítě.“ Po zkušenostech z Německa, poté v evropském exilu, následně v americkém exilu s šokem z mccarthismu nechtěla znovu začínat počtvrté. To je „smutná pravda“, mezitím je její místo „mezi všemi židlemi“, ale to místo není zas až tak špatné. Pokud by však byla oslovena, nezdráhala by se.
Erika Mannová zemřela 27. srpna 1969 v kantonální nemocnici v Curychu na mozkový nádor. Byla pohřbena do rodinného hrobu na hřbitově v Kilchbergu. Během smuteční slavnosti 30. srpna 1969 vedl smuteční řeč stuttgartský spisovatel a teolog Albrecht Goes a citoval v ní báseň od Heinricha Heineho „Guter Tambour“, jehož „svatý neklid“ probouzí lidi bubnem ze spánku.

## Spisovatelské dílo

### Novinářské a literární dílo z raného období
„Další zastávkou byl Boston, kde se má nacházet ‚stará americká kultura‘. Boston je nejevropštější město ve Spojených státech, jeho atmosféra je anglická. Není nic méně amerického než tyto tiché ulice s nízkými domy, kde bydlí křehcí a samotářští lidé. Některé části města připomínají Brémy.“

– Erika a Klaus Mannovi: Rundherum, strana 59
Spisovatelské dílo Eriky Mannové začalo v roce 1928 texty uveřejněnými v novinách. Psala především glosy pro berlínský deník Tempo, k tomu příležitostné texty pro Ford im Bild, reklamní magazín automobilového koncernu Ford, které byly nalezeny teprve před několika lety. Pokračovalo to v roce 1929 veselou cestovní knihou Rundherum, ve které společně s bratrem Klausem zpracovala zážitky ze společné cesty kolem světa. V inzerátu v časopise Börsenblatt für den Deutschen Buchhandel z 19. ledna 1929 propagovalo nakladatelství Fischer Verlag knihu sourozenců Mannových: „Do své cestovní knihy nezařadili žádné kritické poznámky, žádné reflexe o zemích a lidech. Zvědavě se rozhlíží a jednoduše a živě vyprávějí o tom, co viděli a co se jim přihodilo.“ Další společnou cestovní knihou z raného období je Das Buch von der Riviera z roku 1931.
Bratr Eriky Mannové se podílel také na divadelní hře Plagiat, eine Komödie in fünf Bildern, která pochází taktéž z roku 1931. Manuskript hry se scénami z prostředí divadel a intelektuálů v Berlíně byl dlouhou dobu považován za ztracený. Byl nalezen teprve na začátku 90. let 20. století v pozůstalosti sběratele díla Klause Manna. Čtení této hry se konalo u příležitosti 100. narozenin Eriky Mannové 14. února 2005 v divadle Ernsta Deutsche v Hamburku. Vánoční hra Jan’s Wunderhündchen. Ein Kinderstück in sieben Bildern, kterou napsala společně s Rickim Hallgartenem, zažila premiéru v roce 1932 v Darmstadtu. Později však již nebyla uváděna.

### Die Pfeffermühle
„[…] již v lednu 33 v Mnichově nemohl být člověk přímý – byli jsme tedy nepřímí. Dělali jsme všechno pomocí pohádek, paralel a přirovnání všeho druhu – nikdy jsme nevyslovili jediné jméno, nikdy jsme nejmenovali jedinou zemi, byli jsme nepřímí, naprosto jednoznační pro naše publikum.“

– Erika Mann v rozhovoru s Fritzem J. Raddatzem (1969)
Založením kabaretu Pfeffermühle začátkem roku 1933 dosáhla Erika Mannová úspěchu jako textařka, přednášející a konferenciérka v malé umělecké formě kabaretu. Zde dokázala sjednotit svůj herecký talent s talentem spisovatelským a organizačním. Die Pfeffermühle byl kabaretem, pro který byly vzorem texty Klabunda, Christiana Morgensterna a Joachima Ringelnatze. Název kabaretu vymyslel Thomas Mann, přibližně 85 procent textů pocházelo přímo od Eriky Mannové. Po velmi úspěšném začátku zabránily politické poměry dalším představením v Německu. Ludwig Marcuse, který tou dobou již žil v Paříži v exilu, kritizoval v recenzi v jednom pařížském deníku z ledna 1934 kabaret Pfeffermühle, že je ve svých vystoupeních příliš „mírný“. V reakci na to napsala Erika Mannová Klausovi rozhněvaný dopis: „Kdo bude vykázán, on nebo my, když to více opepříme?“  V evropském exilu odehrál kabaret celkem 1 034 představení. V New Yorku ale počátkem roku 1937 Peppermill ztroskotal na malém zájmu amerického publika.

### Knihy pro děti
„Pro Medi a Bibi, protože jsou moji sourozenci, a protože to rádi chtěli“

– Věnování Eriky Mannové sourozencům Elisabeth a Michaelovi v knize Stoffel fliegt übers Meer
První kniha pro děti od Eriky Mannové Stoffel fliegt übers Meer s ilustracemi Rickiho Hallgartena, jejího přítele z mládí, vyšla s velkým úspěchem v roce 1932. V krátké době vyšlo deset vydání a kniha byla přeložena do mnoha jazyků. V roce 1934 následovalo dílo Muck, der Zauberonkel; díky oběma knihám se stala velmi známou mezi německými čtenáři, ale zaostala za popularitou svého otce a bratra. Anglista Hans Reisiger, rodinný přítel, vyzdvihoval v novinách „Berliner Zeitung am Mittag“ z 12. prosince 1932, že Stoffel je „nejhezčí, nejbohatší a nejvřelejší dětská kniha, kterou jsem četl od dob vydání knih Emil a detektivové od Ericha Kästnera a Stateční kapitáni od Kiplinga“.

### Dílo, jež vzniklo v americkém exilu
„Svět – jeden jediný, přiměřeně velký, který nabízí prostor pro všechny, a přece ne pro všechno. Pro co zcela jistě ne? To slovo je ploché a radši se mu vyhýbáme. Ale je nevyhnutelné. Co se za ním skrývá, zahalilo zemi do kouře a plamenů a musí být zavrhnuto, dle zákonů nového světa. To slovo je: nacionalismus!“
– Erika Mannová: Gedanken im Tee-Salon, 28. května 1943
Velká část díla Eriky Mannové patří k exilové literatuře, mezi nimi kniha z roku 1938 Zehn Millionen Kinder. Die Erziehung der Jugend im Dritten Reich (School for Barbarians. Education under the Nazis), kterou nazývala politickou učebnicí. Touto knihou se jí v USA poprvé výrazným způsobem podařilo osvětlit politickou situaci v Německu. Poprvé našla svůj vlastní styl vyprávění, když smíchala dokumentární materiál s příhodami, které sama zažila. O rok později následovalo dílo Escape to Life. Jednalo se svým způsobem o encyklopedii exulantů typu kdo je kdo, na které Erika Mannová spolupracovala s bratrem Klausem. V roce 1940 vznikla publikace The Other Germany, ve které se sourozenci Mannovi kriticky zaobírají svou rodnou zemí. V témže roce napsala Erika Mannová svoji druhou politickou učebnici The Lights Go Down. Zpětný překlad z němčiny do angličtiny, protože německý manuskript musí být považován za ztracený, vyšel u příležitosti jejich 100. narozenin teprve v roce 2005 pod názvem Wenn die Lichter ausgehen. Geschichten aus dem Dritten Reich. Kromě toho jako přednášející a válečná korespondentka zformulovala mnoho esejů, vyjádření a komentářů pro noviny a časopisy.
Další kniha pro děti A Gang of Ten vyšla v roce 1942, později byla zveřejněna v Německu pod názvem Zehn jagen Mr. X. Nové vydání s doslovem Uweho Naumanna vyšlo u příležitosti 50 let od jejího úmrtí v roce 2019 v nakladatelství Rowohlt.

### Pozdní dílo, posmrtně vydaná díla
„Tvůj vztah k doktoru Bermannovi a jeho domu je neotřesitelný, zdá se, že mu obětuješ vše. Pokud je pro tebe obětí to, že se Ti pomalu ale jistě ztrácím – přidej to k těm ostatním. Pro mě je to smutné a hrozné. Jsme tvoje dítě E.“
– Závěrečná věta z dopisu Eriky Mannové Thomasi Mannovi z 19. ledna 1936 k tématu „emigrace“
V poválečném období napsala Erika Mannová díla Das letzte Jahr. Bericht über meinen Vater (1956) a řadu dětských knih s názvem Die Zugvögel (1953 až 1956), do které patří knihy Till bei den Zugvögeln, Die Zugvögel auf Europa-Fahrt a Die Zugvögel singen in Paris und Rom. Dále vyšly knihy pro děti Stoffel fliegt übers Meer a Muck, der Zauberonkel – pod názvy Christoph fliegt nach Amerika (1952) a Unser Zauberonkel Muck (1953) – v nových vydáních v nakladatelství Franz Schneider v Mnichově. V roce 1959 uveřejnilo nakladatelství Scherz z Bernu čtyři vydání příběhů v souhrnném svazku Die Zugvögel. Sängerknaben auf abenteuerlicher Fahrt.
V roce 1996 posmrtně vyšla pod názvem Mein Vater, der Zauberer sbírka dopisů a esejů Eriky Mannové, která mimo jiné zachycuje náročnou cestu, kterou autorka díky dopisům z let 1933 až 1936 definitivně přiměla Thomase Manna, aby se zřekl nacistického režimu. Další posmrtná sbírka esejů je Blitze überm Ozean, která vyšla v roce 2000. Byly v ní zveřejněny fragmenty z její autobiografie Ausgerechnet Ich. Poprvé tak knižně vyšly její nejdůležitější novinářské práce, z nichž mnohé do té doby ještě nebyly publikovány.

## Recepce
„Proč jsme tak studení? / Proč, – vždyť to přece bolí! / Proč? Brzy budeme / jako led a sníh! / Zapojte se, – jde o vaši zemi! / A pouze Vy, Vy máte veškerou moc! / Postarejte se, aby bylo o něco tepleji / V naší zlé, studené zimní noci!“

– Erika Mannová: píseň s názvem Kälte z 2. dílu exilového programu kabaretu „Pfeffermühle“ z 1. ledna 1934

### Vliv během života
Po schůzi pacifistických žen v Mnichově 13. ledna 1932, na které Erika Mannová vystoupila jako řečnice na začátku své politické činnosti, zaútočily stranické noviny NSDAP Völkischer Beobachter o tři dny později na titulní straně na přednášející jízlivými slovy: „Obzvláště odpornou kapitolu představovalo vystoupení Eriky Mannové, která věnovala […] své ‚umění‘ blahu míru. S pomocí mladického vystupování a blazeovaných gest představila naprostý nesmysl o ‚německé budoucnosti‘.“ Následovaly neskrývané výhrůžky také vůči příbuzným Eriky Mannové: „Z kapitoly ‚rodina Mannova‘ se pomalu stává mnichovský skandál, který musí být v pravý čas zlikvidován.“
Velký podíl na založení kabaretu Pfeffermühle 1. ledna 1933 připisoval Klaus Mann ve své autobiografii Der Wendepunkt své sestře, která se značnou měrou přičinila o úspěch literárně politického programu kabaretu: „Texty většiny představení – šansonů, recitací, skečů – napsala Erika (některé také já); Erika byla conférencier [sic], ředitel, organizátor; Erika zpívala, hrála, inspirovala, zkrátka byla duší toho všeho.“
Rozmanitou antifašistickou činnost Eriky Mannové v exilu a po konci války zmiňuje její synovec Frido Mann, který vyrůstal v Kalifornii, z vlastního pohledu a s obdivem: „Působila jako Amazonka zocelená vítězstvím nad barbarstvím nacistů, kterou jsem si ještě dlouho přesně představoval v její anglické uniformě. Nikdy jsem se nedokázal nabažit jejich dobrodružných reportáží z bombardování Londýna, popisů bojů v částečně obsazené Francii a téměř apokalyptických setkání s nacistickými válečnými zločinci, kteří byli odsouzeni v Norimberku.“ Ale důsledky tažení, které vedla na dvou kontinentech, od politicky literárního kabaretu Die Pfeffermühle přes činnost válečné korespondentky byly očividné. Objevily se „teprve po návratu do Evropy v 50. letech a urychlily přibývající rozvrácení a onemocnění především po smrti otce“.
O jejím osobním charismatu píše Frido Mann ve své biografii Achterbahn: „I když bojovala za demokratické a humanistické hodnoty, zůstala od hlavy k patě herečkou. Její mimika, každý pohyb těla, volba slov a artikulace vypadaly jako nastudovaná divadelní hra, aniž by působily uměle nebo afektovaně.“ Pokračuje domněnkou rodiny, že Erika Mannová „v sobě nosila kreolsko brazilské dědictví babičky Julie, které se projevovalo v jejím vystupování i v celé osobnosti“.
V pozdních letech života v Kilchbergu se projevovaly především problematické, výstřední stránky Eriky Mannové. V denících a dopisech je doloženo, že členové rodiny trpěli jejím umíněným a panovačným chováním; nejmladší bratr Michael Mann krátce po smrti Eriky na návštěvě v domě v Kilchbergu uvolněně pronesl poznámku: „Teď je tady vlastně docela příjemně.“ A nejmladší sestra Eriky Mannové, Elisabeth Mannová-Borgese, se v dokumentárním dramatu Heinricha Breloera Die Manns – Ein Jahrhundertroman o Eričině životě vyjadřuje s jistou bezradností:
„Erika byla neskutečně nadaná – jako herečka, spisovatelka, novinářka, podnikatelka, jako všechno… A měla šarm, kterým oplývá málokdo. Tedy, co více chcete v životě? Ale ona si život velmi zničila a skončila docela smutně. A člověk se neustále ptá: proč, jak to?“

### Ohlasy na dílo
Kritiku později vyvolaly zásahy Eriky Mannové, které prováděla při správě dědictví Thomase Manna a Klause Manna.  Při zpracování textů pro plánované edice se nebála provést škrty. Expert na Klause Manna Fredric Kroll poukazuje ve svém doslovu k novému vydání díla Wendepunkt v roce 2006 na to, že v konzervativním Německu 50. let 20. století byl dokonce i Thomas Mann vnímán jako sporný autor. Proto byly ve výběru z dopisů Thomase Manna vynechány pasáže, které se týkaly jeho sklonu k homosexualitě. V knize Klause Manna Der Wendepunkt zmírnila Erika Mannová ve spolupráci s redaktorem nakladatelství Fischer (v roce 1950 přešla práva na dílo Klause Manna z nakladatelství Querido na nakladatelství Fischer Verlag) mimo jiné části, které se zabývají Gustafem Gründgensem nebo poukazují na homosexualitu, drogovou závislost nebo myšlenky na smrt Klause Manna. Důvodem mohlo být to, aby byli autoři prezentování v co nejlepším světle, svoji roli sehrály zajisté také obavy z procesů kvůli pomluvě.
Marcel Reich-Ranicki 18. ledna 1986 v novinách Frankfurter Allgemeine Zeitung shrnuje: „Pokud zdání neklame, nebylo této vysoce nadané a velmi temperamentní ženě dáno, aby sama se sebou žila v míru: Kdysi ji vyhnali z Německa a vyhnankyní zůstala. Navíc zřejmě nebyla ušetřena hlubokých osobních zklamání.“ Tato vcelku kritická formulace osobnosti Eriky Mannové ukazuje ambivalenci, kterou vykazují její život a dílo. Reich-Ranicki to ve své knize Thomas Mann und die Seinen dále rozvádí: „Psala živé a smělé reportáže, byla politickou publicistkou, které je nutné přiznat nezávislost a rozhodnost i tehdy, když člověk nemohl její názory sdílet.“
V doslovu ke knize Blitze überm Ozean, prvnímu vydání její útržkovité autobiografie Ausgerechnet Ich a v četných esejích, projevech a reportážích (jak zní podtitul) z roku 2000, popisují vydavatelé Irmela von der Lühe a Uwe Naumann spisovatelské záměry Eriky Mannové: „Materiál na knihy sbírala na svých cestách a během své činnosti válečné korespondentky; byl většinou použit také pro přednášky a veřejná vystoupení. Na originalitě nezáleželo tolik, jako na autenticitě. Knihy a přednášky, eseje a rozhlasové reportáže nebyly zamýšleny pro věčnost a posmrtnou slávu, nýbrž kvůli okamžiku, kvůli objasnění přítomnosti.“

### Uznání
Novinářka Margrit Gersteová se v roce 2000 v týdeníku Die Zeit s nadšením vyjádřila o knize Blitze überm Ozean. Pozdní publikování textů Eriky Mannové v Německu zdůvodňuje důsledky studené války: 
„Měla všechno, co charakterizuje velkou reportérku a publicistku: bystré oči, nezaměnitelný smysl pro to podstatné, nezávislého ducha a samozřejmě silný jazyk. Navíc měla humor a temperament. Rázně hledala pravdu a moralizovala v období lží a úpadku mezi lety 1933 až 1945 a v době studené války, kdy převládalo odporné smýšlení dle vzorce přítel – nepřítel. […] Proč se Erika Mannová nestala v poválečném Německu žádanou publicistkou, má mnoho společného se studenou válkou, která rozdrtila nejednoho svobodného ducha, nacistům však přišla náramně vhod.“

### Recenze knihy Violy RoggenkampovéErika Mann. Eine jüdische Tochter
Autorka životopisu Eriky Mannové Irmela von der Lühe a také známí experti na rodinu Mannovu jako Inge a Walter Jensovi nebo Heinrich Breloer ve svých dílech dostatečně nesledovali dopady židovského původu Katiina manžela a jejich dětí  - alespoň to tvrdí spisovatelka Viola Roggenkampová. V recenzi knihy Violy Roggenkampové Erika Mann. Eine jüdische Tochter. Über Erlesenes und Verleugnetes in der Familie Mann-Pringsheim v časopise Die Welt z roku 2005 pod názvem Verleugnetes Judentum poukazuje americká spisovatelka Ruth Klügerová na nový, i když možná příliš jednostranný pohled na rodinu Mannovu:
„Erika Mannová podle Roggenkampové důsledně popírá svůj židovský původ z matčiny strany tím, že se nikdy nepovažovala za židovku. Vyvozuje z toho, že toto popírání se podobá psychologickému vytěsnění ve Freudově smyslu. Projevovalo se nedobře, nebo alespoň přitěžujícím způsobem, na životě, psaní a myšlení Eriky. Můžeme zpochybnit ten či onen detail z této plynule napsané a polemicky založené knihy. Autorka má však bezpochyby pravdu, když se domnívá, že je zarážející, když se dcera z prominentní a pouze částečně asimilované rodiny (matka Katii Mannové byla křtěná, starý Pringsheim ale ne) během velkého pronásledování židů, kterému by v Německu padla za oběť, nezabývá svým židovským dědictvím, nýbrž se důsledně chová tak, jako by vůbec neexistovalo. […] Tak se z této velmi nadané ženy pomalu stávala pouze dcera Thomase Manna a nic víc. Příliš úzká vazba na egoistického otce jí zablokovala cestu do vlastního života.“ Manfred Koch vnímá knihu Roggenkampové méně pozitivně a poukazuje ve své recenzi z roku 2005 v novinách Neue Zürcher Zeitung na antifašistickou činnost Eriky Mannové, kterou vykonávala v kontextu se svým přesvědčením, a nikoliv kvůli svým židovským kořenům:
„Člověk se podivuje nad velmi odsuzujícím přístupem autorky, která se nestydí hned na začátku preventivně podezírat z antisemitismu případné kritiky svého přístupu. Roggenkampová vzdává hold difuznímu esencialismu „židovství“, který ji zbavuje přesnějších historických úvah. […] Na začátku císařství patřily již dvě třetiny německých židů k ekonomické a kulturní elitě země; náboženské vazby a formy života z minulosti jim byly velmi vzdálené. […] Nezájem Pringsheimových a mnohých jiných o své židovské dědictví nemá tedy nic společného s patologickým vytěsněním nebo dokonce se zradou. Erika Mannová bojovala proti antisemitismu, kdykoliv se s ním setkala. Že to dělala na základě vlastního přesvědčení nikoliv jako židovka, nýbrž jako demokratická humanistka – kdo by jí to měl za zlé?“

## Pocty
Základní škola v Berlíně, která bojuje za sociální rovnoprávnost, nese od 8. listopadu 1999 její jméno. Stejnojmenná politička Erika Mannová je patronkou této školy.
V Mnichově po ní byla v roce 2004 u příležitosti jejích 100. narozenin v roce 2005 pojmenována ulice „Erika-Mann-Straße“ (u mostu Donnersbergerbrücke). Usnesením ze dne 18. prosince 2006 po ní pojmenoval senát Svobodného a hanzovního města Hamburku v městské části Barmbek-Süd ulici s názvem „Erika-Mann-Bogen“; je jednou z nově vybudovaných ulic v oblasti novostaveb na bývalém pozemku nemocnice Eilbek. Její pojmenování vzniklo na žádost Strany zelených a odpovídá kritériím „osoba pronásledovaná nacismem“ a „žena“.
Mnichovský literární archiv Monacensia věnoval Erice Mannové první samostatnou výstavu s názvem Erika Mann. Kabarettistin – Kriegsreporterin – Politische Rednerin, která probíhala od 11. října 2019 do 13. září 2020 a pokračuje v Německé národní knihovně ve Frankfurtu od 9. října 2020 do 30. ledna 2021. Patronem je Frido Mann. Kurátorka výstavy Irmela von der Lühe prezentuje Eriku Mannovou jako „osobnost jedinečného formátu“. Archiv Monacensia navíc inicioval zajímavou akci, při níž na internetu propojil různorodé kulturní instituce s cílem rozšířit spektrum o Erice Mannové.

## Dílo vydané v němčině (výběr)
- Zehn jagen Mr. X. Aus dem Englischen von Elga Abramowitz. Kinderbuch Verlag GmbH, Berlin 1990, ISBN 3-358-01562-9; Neuausgabe mit einem Nachwort von Uwe Naumann, Rowohlt, Hamburg 2019, ISBN 978-3-499-21851-4.
  - Originalausgabe A Gang of Ten. L.B. Fischer, New York 1942
- Zehn Millionen Kinder. Die Erziehung der Jugend im Dritten Reich. Rowohlt, Reinbek 1997, ISBN 3-499-22169-1.
- Mein Vater, der Zauberer. Rowohlt, Reinbek 1998, ISBN 3-499-22282-5. (Enthält den Briefwechsel mit Thomas und Katia Mann von 1919–1955 sowie Essays, Statements, Kommentare und Das letzte Jahr. Bericht über meinen Vater.)
- Briefe und Antworten. Hrsg. von Anna Zanco-Prestel. Neuausgabe: Rowohlt, Reinbek 1998, ISBN 3-498-04420-6.
- Blitze überm Ozean, Aufsätze, Reden, Reportagen. Rowohlt, Reinbek 2001, ISBN 3-499-23107-7. (Enthält die fragmentarische Autobiografie Ausgerechnet Ich und ihre wichtigsten, zum Teil bisher unveröffentlichten journalistischen Arbeiten.)
- Stoffel fliegt übers Meer. Mit Bildern von Richard Hallgarten, Nachwort von Dirk Heißerer. Rowohlt, Reinbek 2005, ISBN 3-499-21331-1.
- Jan’s Wunderhündchen. Ein Kinderstück in sieben Bildern. (Zusammen mit Richard Hallgarten). Mit einer Erklärung von Erika Mann. Hrsg. und mit einem Nachwort von Dirk Heißerer. Thomas-Mann-Schriftenreihe, Fundstücke 1. peniope. Anja Gärtig Verlag, 2005, ISBN 3-936609-20-9.
- Ausgerechnet Ich. Ein Lesebuch. Rowohlt, Reinbek 2005, ISBN 3-499-24158-7.
- Das letzte Jahr. Bericht über meinen Vater. Neuausgabe: Fischer, Frankfurt am Main 2005, ISBN 3-596-16637-3.
- Wenn die Lichter ausgehen. Geschichten aus dem Dritten Reich. Rowohlt, Reinbek 2006, ISBN 3-499-24413-6.

Společně s Klausem Mannem:
- Rundherum. S. Fischer Verlag, Berlin 1929, Neuausgabe: Rundherum. Abenteuer einer Weltreise. Rowohlt, Reinbek 1996, ISBN 3-499-13931-6.
- Das Buch von der Riviera. Was nicht im „Baedeker“ steht. Bd. XIV, Piper, München 1931. Reprint: Rowohlt, Reinbek 2003, ISBN 3-499-23667-2; Neuausgabe Kindler, Hamburg 2019, ISBN 978-3-463-40715-9.
- Escape to Life, aus dem Deutschen ins Englische übertragen von Mary Hottinger-Mackie. Houghton Mifflin, Boston 1939. Deutsche Originalausgabe: Escape to Life. Deutsche Kultur im Exil. edition spangenberg, München 1991; Rowohlt, Reinbek 1996, ISBN 3-499-13992-8.